# Fredrik Wilhelm Grönqvist
Fredrik Wilhelm Grönqvist, född 8 april 1838 i Helsingfors, död där 21 april 1912, var en finländsk industriman. 
Grönqvist verkade först som åkdonsfabrikant i Helsingfors och förestod sedan som ensam ägare eller största delägare Jokela tegelbruk, Sandudds tapetfabrik och en asfaltfirma i Helsingfors. Där lät han 1879–1883 uppföra det så kallade  Grönqvistska huset vid Norra Esplanaden och sedan (1886) Hotell Kämp strax invid, båda enligt ritningar av Theodor Höijer. Grönqvist tilldelades kommunalråds titel 1885.